# Dagang (köpinghuvudort i Kina, Jiangxi Sheng, lat 29,55, long 116,48)
Dagang är en köpinghuvudort i Kina. Den ligger i provinsen Jiangxi, i den sydöstra delen av landet, omkring 110 kilometer nordost om provinshuvudstaden Nanchang. Antalet invånare är 22 871. Befolkningen består av 10 946 kvinnor och 11 925 män. Barn under 15 år utgör 21,0 %, vuxna 15-64 år 71 %, och äldre över 65 år 6,0 %.
Runt Dagang är det tätbefolkat, med 257 invånare per kvadratkilometer. Närmaste större samhälle är Cailing, 11,1 km sydväst om Dagang. I omgivningarna runt Dagang växer i huvudsak blandskog.
Genomsnittlig årsnederbörd är 2 232 millimeter. Den regnigaste månaden är juni, med i genomsnitt 350 mm nederbörd, och den torraste är oktober, med 55 mm nederbörd.